# Cricotopus ephippium
Cricotopus ephippium är en tvåvingeart som först beskrevs av Zetterstedt 1838.  Cricotopus ephippium ingår i släktet Cricotopus, och familjen fjädermyggor. Arten är reproducerande i Sverige.